# Dolmen du Faldouet
De Dolmen du Faldouet is een prehistorisch monument op Jersey in de gemeente St. Martin. Het ligt in het oosten van het eiland, enkele kilometers van Mont Orgueil. In het Jèrriais wordt het La Pouquelaye de Faldouët genoemd. De dolmen ligt op een hoog punt. Bij mooi weer is de Franse kust te zien; tijdens de bouw was de baai van Mont Saint-Michel echter waarschijnlijk droog.

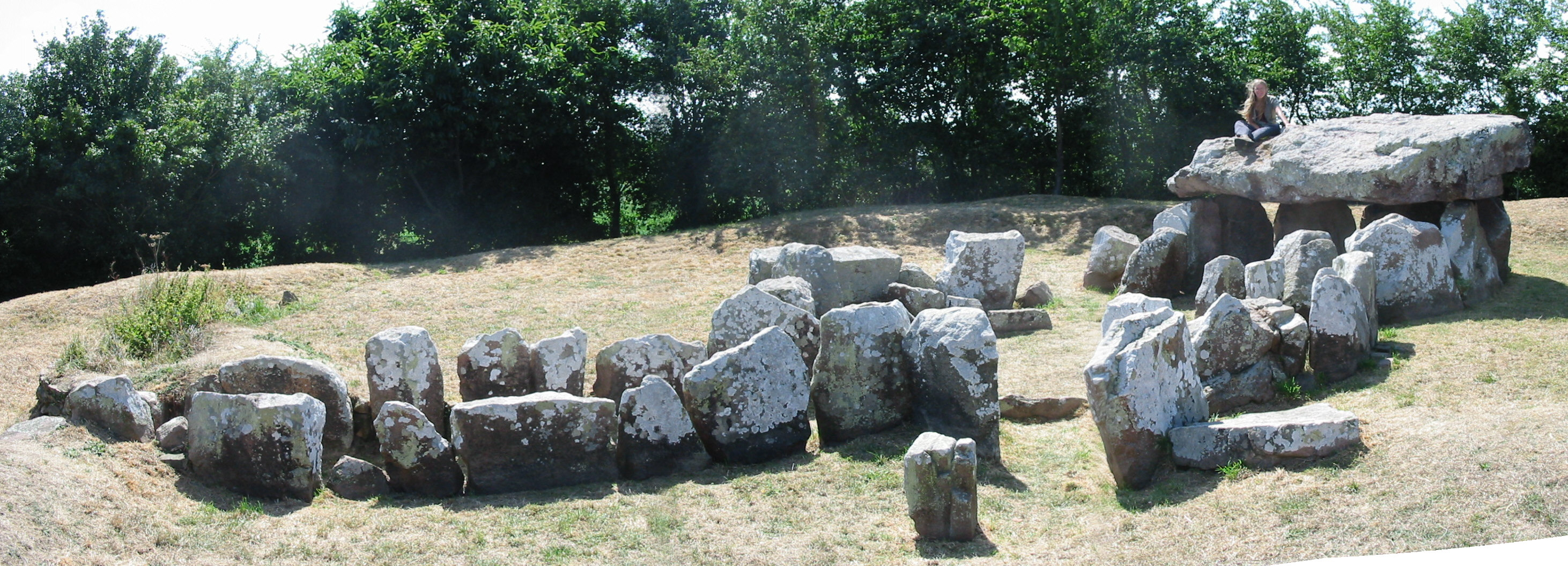
Panoramafoto

Het is een neolithisch ganggraf dat dateert uit ca. 4000-3250 v.Chr. Het monument bestaat uit een 5 meter lange gang, die eindigt in een ongebruikelijke dubbele kamer, die als plattegrond eruitziet als het cijfer 8. Het achterste deel is nog bedekt door een enorme deksteen die naar schatting 23 ton weegt. 
De middelste ruimte bevat aan de zijkanten steenkisten, waarin menselijke resten zijn aangetroffen. 
Oorspronkelijk was de dolmen omringd door een lage heuvel met twee muren van losse stenen, alsmede een ring van rechtopstaande stenen.

## Geschiedenis
De eerste geschreven bron over het ganggraf dateert uit 1682. Tot 1910 zijn er drie opgravingen aan gedaan.
De Franse staatsman en schrijver Victor Hugo, die verbannen was op Jersey en die zich interesseerde voor de prehistorie, heeft een gewassen pentekening gemaakt van het overdekte gedeelte van de dolmen. Hij schreef in maart 1855, rond middernacht, een religieus gedicht getiteld Nomen, Numen, Lumen, gewijd aan de zeven letters van de naam Jehovah.
Op het muntstuk van 10 pence van Jersey staat deze dolmen afgebeeld.